# Megan Mullally
Megan Mullally (12 de noviembre de 1958) es una actriz, cantante y una celebridad estadounidense ganadora del premio Emmy.

## Biografía
Creció en Oklahoma. Su padre, Carter Mullally, Jr., era contratista en Paramount Pictures en los 1950 y su madre, modelo. Estudió ballet desde los seis años y en el instituto actuaba con una compañía. Después de licenciarse en el instituto Casady, estudió Filología Inglesa e Historia del Arte en la Northwestern University. Empezó a actuar en teatros y dejó la universidad sin licenciarse. Trabajó en Chicago seis años.
Se mudó a Los Ángeles en 1981 y comenzó en cine y televisión. Debutó en The Ellen Burstyn Show y actuó en Seinfeld, Frasier, Wings y Mad About You.
Debutó en Broadway en 1994 con Grease y después actuó en How to Succeed in Business Without Really Trying. Hizo la première de una obra propia, Sweetheart, en Los Ángeles en 1999.
En 1998, empezó a interpretar a Karen Walker, la asistente de Grace Adler, en Will & Grace. Ganó el Emmy por este papel en 2000 y 2006, y estuvo nominada a este premio en 2001, 2002, 2003, 2004, 2005 (en todas las temporadas de la serie consiguió al menos una nominación), tiene en su haber además tres Premios del Sindicato de Actores.
Además de actriz es cantante y su grupo, The Supreme Music Program, ha sacado dos álbumes: The Sweet-Heart Break and Big as a Berry. También ha participado en anuncios publicitarios.
Interpretó el papel de Tammy 2 en la comedia televisiva Parks and Recreation.

## Vida personal
En 1999 se declaró abiertamente bisexual en una entrevista en la revista The Advocate.
En 2003, se casó con el actor Nick Offerman y antes estuvo casada con el agente Michael Katcher a mediados de los 1990.
Vive en West Hollywood, con sus dos caniches, Willa y Elmo.

## Filmografía
- Risky Business (1983)
- Once Bitten (1985)
- Last Resort (1986)
- About Last Night... (1986)
- Will & Grace (1998 - 2006, 2017-presente)
- Queens Logic (1991)
- Anywhere But Where (1999)
- Best Man in Grass Creek (1999)
- Everything Put Together (2000)
- Speaking of Sex (2001)
- Monkeybone (2001)
- Stealing Harvard (2002)
- Teacher's Pet (2004) (voz)
- Rebound (2005)
- Bee Movie (2007) (voz)
- In the Motherhood (2009)
- Fame (2009)
- Happy Endings (2011-2012)
- Breaking in (2012)
- Randy Cunningham: 9th Grade Ninja (2012-2015)
- G.B.F. (2013)
- Summering (2022)
- Dicks: The Musical (2023)[1]
- Umbrella Academy (2024)

## Premios y nominaciones

### Premios Globo de Oro
| Año  | Categoría                                               | Trabajo Nominado | Resultado | Ref.  |
| ---- | ------------------------------------------------------- | ---------------- | --------- | ----- |
| 2001 | Mejor actriz de reparto de serie, miniserie o telefilme | Will & Grace     | Nominada  | [ 2 ] |
| 2002 | Mejor actriz de reparto de serie, miniserie o telefilme | Will & Grace     | Nominada  | [ 2 ] |
| 2003 | Mejor actriz de reparto de serie, miniserie o telefilme | Will & Grace     | Nominada  | [ 2 ] |
| 2004 | Mejor actriz de reparto de serie, miniserie o telefilme | Will & Grace     | Nominada  | [ 2 ] |

### Premios Primetime Emmy
| Año  | Categoría                                 | Trabajo Nominado | Resultado | Ref.  |
| ---- | ----------------------------------------- | ---------------- | --------- | ----- |
| 2000 | Mejor actriz de reparto- Serie de comedia | Will & Grace     | Ganadora  | [ 3 ] |
| 2001 | Mejor actriz de reparto- Serie de comedia | Will & Grace     | Nominada  | [ 3 ] |
| 2002 | Mejor actriz de reparto- Serie de comedia | Will & Grace     | Nominada  | [ 3 ] |
| 2003 | Mejor actriz de reparto- Serie de comedia | Will & Grace     | Nominada  | [ 3 ] |
| 2004 | Mejor actriz de reparto- Serie de comedia | Will & Grace     | Nominada  | [ 3 ] |
| 2005 | Mejor actriz de reparto- Serie de comedia | Will & Grace     | Nominada  | [ 3 ] |
| 2006 | Mejor actriz de reparto- Serie de comedia | Will & Grace     | Ganadora  | [ 3 ] |

### Premios del Sindicato de Actores
| Año  | Categoría                        | Trabajo Nominado | Resultado | Ref.   |
| ---- | -------------------------------- | ---------------- | --------- | ------ |
| 2001 | Mejor actriz - Serie de comedia  | Will & Grace     | Nominada  | [ 4 ]  |
| 2001 | Mejor reparto - Serie de comedia | Will & Grace     | Ganadora  | [ 4 ]  |
| 2002 | Mejor actriz - Serie de comedia  | Will & Grace     | Ganadora  | [ 5 ]  |
| 2002 | Mejor reparto - Serie de comedia | Will & Grace     | Nominada  | [ 5 ]  |
| 2003 | Mejor actriz - Serie de comedia  | Will & Grace     | Ganadora  | [ 6 ]  |
| 2003 | Mejor reparto - Serie de comedia | Will & Grace     | Nominada  | [ 6 ]  |
| 2004 | Mejor actriz - Serie de comedia  | Will & Grace     | Ganadora  | [ 7 ]  |
| 2004 | Mejor reparto - Serie de comedia | Will & Grace     | Nominada  | [ 7 ]  |
| 2005 | Mejor actriz - Serie de comedia  | Will & Grace     | Nominada  | [ 8 ]  |
| 2005 | Mejor reparto - Serie de comedia | Will & Grace     | Nominada  | [ 8 ]  |
| 2006 | Mejor actriz - Serie de comedia  | Will & Grace     | Nominada  | [ 9 ]  |
| 2007 | Mejor actriz - Serie de comedia  | Will & Grace     | Nominada  | [ 10 ] |